# Alexander av Comana
Alexander av Comana, även kallas Alexander kolmilaren eller på latin Alexander Carbonarius, död cirka 275 är ett helgon och en av de martyrer som led martyrdöden under romerska kejsarern Diocletianus. Han vördas av både romersk-katolska kyrkan och de  ortodoxa kyrkorna. Hans helgondag är 11 respektive 12 augusti.

## Legenden
Enligt legenden hade församlingen i Comana, i Pontos i dagens Turkiet, vuxit sig så stor att den behövde en biskop. Biskopen Gregorios Thaumatourgos kallades till församlingen för att välja ut en av kandidaterna. Församlingen hade valt ut flera rika ädlingar men Gregorios Thaumatourgos kritiserade deras val med att det inte var utsidan som räknades. Oavsett hur mycket pengar eller titlar en person hade så var det insidan som räknades. Som ett skämt föreslogs då kolmilaren Alexander, den smutsigaste medlemmen i församlingen. Biskopen accepterade och bad att få träffa denne. Under utfrågningen fick han mycket kloka och bildade svar och det visade sig att kolmilaren själv var en skolad ädling som avsagt sig sina titlar och blivit kolmilare för att komma närmare Gud. Han valdes därefter till biskop. Legenden är nedskriven av Gregorios av Nyssa som en av berättelserna kring Gregorios Thaumatourgos. Förutom att Alexander av Comona var kolmilare brändes han också till döds när han led martyrdöden i och med den stora förföljelsen under den romerska kejsaren Diocletianus.